# Tomislav Marijanović
Tomislav Marijanović (ur. 30 sierpnia 1981) – chorwacki judoka. Olimpijczyk z Londynu 2012, gdzie zajął siedemnaste miejsce w wadze półśredniej.
Siódmy na mistrzostwach świata w 2007; uczestnik zawodów w 2005, 2009, 2010, 2011, 2013 i 2014. Startował w Pucharze Świata w latach 2002-2011. Wicemistrz Europy w 2013; piąty w 2011. Brązowy medalista igrzysk śródziemnomorskich w 2013. Mistrz Chorwacji w 2004, 2006, 2007 i 2008 roku.

## Letnie Igrzyska Olimpijskie 2012
| Konkurencja | Rundy eliminacyjne            | Klas. końcowa |
| Konkurencja | Przeciwnik I                  | Miejsce       |
| ----------- | ----------------------------- | ------------- |
| 81 kg       | Awtandil Czrikiszwili (GEO) P | 17.           |

## Mistrzostwa świata w judo

### Kair 2005
- Wygrał Safouane Attafem z Maroko, a przegrał z Alekseiem Budõlinem z Estonii[9].

### Rio de Janeiro 2007
- Przegrał z Radvilasem Matukasem z Litwy, a następnie wygrał z Guo Lei z Chin i Ole Bischofem z Niemiec. W 1/4 przegrał z Brazylijczykiem Tiago Camilo. W repasażach wygrał z Giorgi Baindurashvilim z Gruzji i w pojedynku o piąte miejsce przegrał z Giuseppe Maddalonim z Włoch[10].

### Rotterdam 2009
- Wygrał z Doganem Tekiem z Turcjii i Abderrahmanem Benamadim z Algierii, a przegrał z Włochem Antonio Ciano[11].

### Tokio 2010
- Przegrał z Włochem Antonio Ciano i odpadł z turnieju[12].

### Paryż 2011
- Przegrał z Elnurem Məmmədlim z Azerbejdżanu i odpadł turnieju[13].

### Rio de Janeiro 2013
- Wygrał z Kubańczykiem Jorge Martínezem i przegrał z Marcelem Ottem z Austrii[14].

### Czelabińsk 2014
- Przegrał z Carlosem Luzem z Portugalii i odpadł z turnieju[15].